# Pompeius Scharinger von Lamazon
Pompeius Scharinger von Lamazon (Vicenza, 17 aprile 1798 – Linz, 24 giugno 1884) è stato un militare e generale austriaco, combattente nella prima guerra di indipendenza italiana e responsabile dell'"eccidio di Sclemo" avvenuto il 20 aprile 1848.

## Biografia
Nacque a Vicenza  il 17 aprile 1798 figlio di un maggiore dell'esercito austriaco..
Arruolatosi nell'esercito imperiale austriaco, frequentò il 27 aprile 1817 l'Accademia Militare Teresiana di Wiener Neustadt. Fu nominato sottotenente  presso il 52º Reggimento fanteria “Franz Karl”.
Nominato tenente il 1º dicembre 1823; il 1º luglio 1834 tenente capitano; il 10 agosto 1839 capitano; maggiore il 16 ottobre 1845 al 59º Reggimento fanteria "principe Karl Philipp Schwarzenberg". Partecipò alla prima guerra di indipendenza italiana inquadrato nella Brigata del colonnello Friedrich Zobel e il 20 aprile 1848 comandò le truppe austriache nella battaglia di Sclemo presso Stenico contro l'avanzata delle colonne dei Corpi Volontari Lombardi di Luciano Manara e di  Gaetano Tibaldi. Ne riportò una schiacciante vittoria ma fu accusato dell'uccisione di 20 volontari cremonesi feriti che si erano riparati in una stalla del paese trentino e che passò alla storia nelle cronache del tempo come l'"eccidio di Sclemo".
Il 6 maggio del 1848 prese parte alla battaglia di Santa Lucia presso Verona, il 29 maggio alla battaglia di Calmasino contro i piemontesi del generale Giuseppe Bes, in questa occasione comandò la ritirata degli austriaci in buon ordine fino a Cavaion Veronese; nel giugno fu impegnato all'assedio di Vicenza che poi capitolò il giorno 10 e infine nell'agosto fu nominato comandante militare di Modena.
Il 6 luglio 1850 assunse al grado di colonnello comandante il 59º Reggimento fanteria "Arciduca Gross von Baden" e il 15 aprile 1856 al grado di generale. Fu collocato in pensione il 29 marzo 1859.